# Quiry-le-Sec
Quiry-le-Sec är en kommun i departementet Somme i regionen Hauts-de-France i norra Frankrike. Kommunen ligger i kantonen Ailly-sur-Noye som tillhör arrondissementet Montdidier. År 2022 hade Quiry-le-Sec 313 invånare.

## Befolkningsutveckling
Antalet invånare i kommunen Quiry-le-Sec
| Referens: INSEE |